# داوری پاریس (سیمونت)
داوری پاریس (اسپانیایی: El Juicio de Paris‎) نقاشی رنگ روغنی از انریکه سیمونت نقاش اسپانیایی است که سال ۱۹۰۴ کشیده شد ماجرایی به همین نام را به‌تصویرمی‌کشد.
این نقاشی در موزه مالاگا نگهداری می‌شود.